# Parafia Matki Bożej Anielskiej w Lipsku
Parafia Matki Bożej Anielskiej w Lipsku – rzymskokatolicka parafia leżąca w dekanacie Lipsk należącym do diecezji ełckiej. Erygowana w 1580; ponownie w 1905. Mieści się przy ulicy Kościelnej.
Błogosławione: Z parafii pochodzą dwie błogosławione: Marianna Biernacka, obrana patronką teściowych i życia nienarodzonego, oraz siostra Maria Sergia.